# واتس هامفری
واتس اس. هامفری (۴ ژوئیه ۱۹۲۷ - ۲۸ اکتبر ۲۰۱۰) یک مهندس نرم‌افزار آمریکایی و کلید فکری مهندسی نرم‌افزار بود. هامفری را "پدر کیفیت نرم‌افزار" می خوانند.

## زندگی‌نامه
واتس هامفری یک مدرک دیپلم در رشته فیزیک از دانشگاه شیکاگو، یک مدرک کارشناسی در رشته فیزیک از دپارتمان فیزیک مؤسسه فناوری ایلینوی و یک مدرک کارشناسی ارشد در رشته مدیریت بازرگانی از مدرسه مدیریت دانشگاه شیکاگو دریافت کرده‌است.
در اواخر دهه ۱۹۶۰، هامفری سرپرست تیم نرم‌افزاری شرکت آی‌بی‌ام بود که اولین پروانه نرم‌افزار را معرفی کردند. وی نائب رئیس سابق آی‌بی‌ام بود.
او در مؤسسه مهندسی نرم‌افزار و انجمن ماشین‌های حسابگر(۲۰۰۸) عنوان پیرو را داشت. هامفری مدرک دکتری‌افتخاری از دانشگاه هوانوردی امبری-ریدل در رشته مهندسی نرم‌افزار دریافت کرده‌است. در سال ۲۰۰۳ وی مدال ملی فناوری و نوآوری گرفته‌است. مؤسسه کیفیت نرم‌افزار واتس هامفری در چنای، هند به افتخار وی نام گذاری شده‌است.
واتس هامفری برادرزادهٔ جورج ام. هامفری، وزیر خزانه‌داری آمریکا می‌باشد .

## کار

### مؤسسه مهندسی نرم‌افزار
در دهۀ ۱۹۸۰، هامفری در مؤسسه مهندسی نرم‌افزار(اس‌ای‌آی) در دانشگاه کارنگی ملون برنامۀ روند نرم‌افزاری را ایجاد کرد و از ۱۹۸۶ تا اوایل دهۀ ۱۹۹۰ به عنوان مدیر برنامه بر روی آن کار کرد. هدف این برنامه فهمیدن و مدیریت فرایند تولید نرم‌افزار می‌باشد  چرا که اینجاست که سازمان‌های کوچک و بزرگ و حتی افراد مختلف با سختترین مشکلات روبرو می‌شوند بنابراین بهترین مکان برای شانس ارتقای قابل توجه است.
برنامه توسعۀ مدل کلی توانایی را نتیجه شد، که در سال ۱۹۸۹ در کتاب "مدیریت فرایند نرم‌افزار" چاپ گردیده و الهام بخش توسعۀ فرایند نرم‌افزار شخصی (پی‌اس‌پی) و فرایند نرم‌افزار تیمی (تی‌اس‌پی) بود. هدف شخصی وی در این توسعه‌ها "ارتقای کیفیت و بهره‌وری در توسعۀ نرم‌افزار و آسان سازی مسئله‌ای که 'بحران نرم‌افزاری' بیان میشود" بود.

## کتاب‌ها
هامفری کتاب‌ها و مقالات زیادی را به چاپ رسانیده است. بخشی از آن به قرار زیر می‌باشد :
- ۱۹۹۵، نظمی برای مهندسی نرم‌افزار.[۷]
- ۱۹۹۷، مدیریت افراد تکنیکی- ابداع، کارگروهی و نرم‌افزار.[۸]
- ۱۹۹۹، معرفی فرایند نرم‌افزار تیمی.[۹]
- ۲۰۰۱، پیروزی با نرم‌اقزار: یک راهبرد اجرایی.[۱۰]
- ۲۰۰۵، پی‌اس‌پی، یک فرایند خود-ارتقا برای مهدسان نرم‌افزار.[۱۱]
- ۲۰۰۶، تی‌اس‌پی، رهبری یک تیم توسعه.[۱۲]
- ۲۰۰۶، تی‌اس‌پی، مربی‌گری یک تیم توسعه.[۱۳]
- ۲۰۱۰، بازتاب بر مدیریت: چگونه پروژۀ نرم‌افزاریتان، تیمتان، رئیستان، و خودتان را مدیریت کنید.[۱۴]
- ۲۰۱۱، رهبری، کارگروهی، و اعتماد: ساخت یک نرم‌افزار قابل رقابت.[۱۵]